# Dominique Leca
Pour les articles homonymes, voir Leca.
Dominique Leca, né le 25 juillet 1906 à Ota et mort le 15 décembre 1982 à Paris, est un haut fonctionnaire français devenu patron d’assurance après la Libération.

## Biographie

### Jeunesse et études
Né en 1906 à Ota en Corse-du-Sud, fils de sous-officier entré aux PTT, il fait ses études secondaires à Paris, où il est lauréat au concours général. Il entre ensuite à l’École normale supérieure, en 1926, où il prépare l'agrégation de philosophie. Il étudie à l'École libre des sciences politiques, où il a notamment Wilfrid Baumgartner comme enseignant d'économie.

### Parcours professionnel
En 1928, débute sa vocation pour les affaires financières, avec la rencontre de Jacques Rueff. Quand celui-ci est nommé attaché financier à Londres, Dominique Leca le suit comme secrétaire et séjourne un an en Grande-Bretagne.
En 1932, Dominique Leca entre, avec son ami Gilbert Devaux, à l’Inspection générale des finances en se classant second de sa promotion au concours.
Après trois ans de tournée, il est détaché à la Direction du Budget. En 1937, il est nommé directeur du Contrôle des Régies fiscales et des dépenses engagées. 

### La guerre
En 1940, il est directeur du cabinet du Président du Conseil Paul Reynaud, qu'il avait déjà assisté en 1938 au ministère des Finances comme chef de cabinet. Il joue dans l'ombre un rôle important qui a été dénoncé par André Géraud . Inspirateur par exemple de la fameuse formule : « nous vaincrons parce que nous sommes les plus forts », il rédige de nombreux discours pour Paul Reynaud. Face à la débâcle militaire et bien qu'opposé à l'armistice, il ne semble pas s’être accordé avec Charles de Gaulle, nommé sous-secrétaire d'État à la Guerre et à la Défense nationale. C'est Dominique Leca qui remet néanmoins 100 000 francs au général de Gaulle lors de son départ pour Londres, somme prélevée sur les fonds secrets par ordre de Paul Reynaud.
Deux jours avant l'armistice, il est nommé attaché financier à New-York. Il part de Bordeaux vers l’Espagne pour se rendre à Lisbonne, où il doit embarquer à destination des États-Unis afin de préparer l'arrivée de Paul Reynaud comme ambassadeur de France. À cette occasion, il transporte une somme importante (18 millions de francs), destinée à la propagande anti-allemande qu’envisage Paul Reynaud. Cette somme avait été soustraite clandestinement des fonds secrets afin d'éviter qu’elle ne tombe entre les mains du gouvernement Pétain. Arrêté en chemin à Madrid par la Sûreté espagnole, Dominique Leca est contraint d’abandonner la valise diplomatique qui sera conservée sous scellés pendant le reste de la guerre. Cet incident provoque un vif scandale en France, quand la presse dévoile le contenu de la valise où se trouvaient, outre les fonds secrets, l'or et les bijoux de la comtesse Hélène de Portes, la maîtresse de Paul Reynaud, qui étaient destinés à ses enfants déjà arrivés aux États-Unis. Cette affaire alimente la propagande du gouvernement de Philippe Pétain contre le régime de la IIIe République, juste au moment où celui-ci s'apprête à obtenir les pleins pouvoirs, le 10 juillet 1940. Dominique Leca se réfugie alors à Londres, où il arrive avec son collègue Gilbert Devaux au début du mois d'août 1940. 
Après une longue période de démêlés avec les autorités de la France libre, il est chargé d'organiser à la B.B.C. des émissions des experts militaires britanniques. Au siège du Commandement Suprême des Forces Alliées, le 8 juin 1944, il lit le premier communiqué du débarquement : il est devenu la « voix française » du général Eisenhower. Durant cette période comme par la suite, Leca entretient des relations difficiles avec les hommes de la France libre.

### Après la guerre
Réhabilité en 1947, Dominique Leca réintègre les cadres de l'Inspection générale des finances.
Sous la IVe République, il poursuit sa carrière de haut fonctionnaire sous le patronage de Paul Reynaud et au service d'hommes politiques comme Pierre Abelin, Henri Queuille, Joseph Laniel ou Edgar Faure.  Il est ainsi directeur de cabinet de Max Lejeune au Secrétariat d'État des Forces armées, entre 1948 et 1951.
Dans le mouvement des nationalisations de l'après-guerre, il commence une nouvelle carrière de patron de compagnies d'assurances en devenant président directeur général de l'Union en mars 1949. Il mène en grande partie la restructuration de ce secteur. Il est le premier dirigeant de l'U.A.P., de 1968 à 1974. Il est élu membre du Conseil économique et social en 1969. Il devient administrateur à Paribas en 1970.
Dominique Leca décède le 15 décembre 1982.

## Publications
- Du ministère des Finances (avec une préface de Wilfrid Baumgartner), Plon, 1966.
- La rupture de 1940, Fayard, 1978.
- Il y a quarante ans, l'an 40, La rupture, Paris, 1980.
- Souvenirs familiers d'un chef d'entreprise. Un tour du monde de l'UAP en quatre-vingt feuilles, 1980.
- Chancel (Jacques), Interview de Dominique Leca, directeur de cabinet du Président du Conseil de France en 1940, dans : Radioscopie - 16/10/1978 - 56 min 03 s, I.N.A. / http://www.ina.fr/histoire-et-conflits/epoques/audio/PHD97027303/dominique-leca-directeur-de-cabinet-du-president-du-conseil-de-france-en-1940.fr.html